# 1899 a sportban
1899 legfontosabb sporteseményei a következők voltak:
- január 8. – Megalakul az SK Rapid Wien
- március 8. – Megalakul az Eintracht Frankfurt.
- május 3. – A Ferencvárosi Torna Club megalapítása.
- május 22. – A Szegedi Atlétikai Klub megalapítása.
- július 30. – Az első magyarországi vízilabda-mérkőzés Siófokon.
- november 29. – Megalakul az FC Barcelona.[1]
- Megalakul az AC Milan.
- Megalakul az Olympique de Marseille.

Lásd még: 1899-ben alapított labdarúgóklubok listája

## Születések
| Születés       | Név                 | Nemzetiség, sportág, eredmények | Halálozás |
| -------------- | ------------------- | --- | --------- |
| ?              | Fred Auckenthaler   | svájci válogatott jégkorongozó, olimpikon | 1946      |
| ?              | Max Holzboer        | svájci válogatott jégkorongozó, olimpikon | ?         |
| január 10.     | Ed Turkington       | olimpiai bajnok amerikai válogatott rögbijátékos, katona, rendőr, üzletember                                                                          | 1996      |
| január 13.     | Zloch Gyula         | magyar válogatott labdarúgó | 1945      |
| január 17.     | Amsel Ignác         | magyar bajnok és magyar kupa-győztes válogatott labdarúgó, kapus                                                                                      | 1974      |
| január 21.     | Mándi Gyula         | magyar bajnok és magyar kupa-győztes magyar válogatott labdarúgó, olimpia bajnok és világbajnoki ezüstérmes segédedző, szövetségi kapitány, olimpikon | 1969      |
| március 30.    | Ludvík Hofta        | csehszlovák válogatott jégkorongozó, olimpikon | 1974      |
| április 13.    | Szabó Péter         | magyar bajnok, magyar válogatott labdarúgó, edző | 1963      |
| április 24.    | Torsten Lundborg    | Európa-bajnoki ezüstérmes svéd válogatott jégkorongozó                                                                                                | ?         |
| május 3.       | Paulino Uzcudun     | spanyol-baszk ökölvívó | 1985      |
| május 24.      | Suzanne Lenglen     | olimpiai bajnok, Wimbledon és Roland Garros győztes francia teniszező                                                                                 | 1938      |
| május 26.      | Rasmus Rasmussen    | olimpiai ezüstérmes dán tornász | 1974      |
| június 19.     | Piller György       | olimpiai és Európa-bajnok magyar vívó | 1960      |
| július 3.      | Giorgio Chiavacci   | olimpiai és Európa-bajnok olasz tőrvívó | 1969      |
| augusztus 3.   | Louis Chiron        | monacói autóversenyző, Formula–1-es pilóta | 1979      |
| augusztus 8.   | Krepuska István     | magyar válogatott jégkorongozó, olimpikon | 1979      |
| augusztus 8.   | Olav Sundal         | olimpiai ezüstérmes norvég tornász | 1978      |
| augusztus 11.  | Carl Andersen       | olimpiai bajnok dán tornász | 1983      |
| augusztus 25.  | Karl Aas            | olimpiai ezüstérmes norvég tornász | 1943      |
| augusztus 29.  | Anton Powolny       | osztrák labdarúgó | ?         |
| szeptember 9.  | Waite Hoyt          | World Series bajnok amerikai baseballjátékos, National Baseball Hall of Fame and Museum tag                                                           | 1984      |
| szeptember 12. | Sven Johnson        | olimpiai bajnok svéd tornász | 1986      |
| szeptember 24. | Wilbert Hurst-Brown | / Európa-bajnoki bronzérmes kanadai-brit válogatott jégkorongozó, olimpikon                                                                           | 1964      |
| október 4.     | Joseph Hunter       | olimpiai bajnok amerikai válogatott rögbijátékos | 1984      |
| október 16.    | Jens Lambæk         | olimpiai ezüstérmes dán tornász | 1985      |
| november 13.   | Herold Jansson      | olimpiai bajnok dán tornász | 1965      |
| november 27.   | Józef Stogowski     | Európa-bajnoki ezüstérmes lengyel válogatott jégkorongozó, olimpikon                                                                                  | 1940      |
| december 15.   | Harold Abrahams     | olimpiai bajnok brit atléta, rövidtávfutó | 1978      |
| december 15.   | Lorne Carr-Harris   | / kanadai-brit válogatott olimpiai és világbajnoki bronzérmes jégkorongozó kapus                                                                      | 1981      |
| december 20.   | George Pipgras      | World Series bajnok amerikai baseballjátékos | 1986      |

## Halálozások
| Halálozás     | Név            | Nemzetiség, sportág, eredmények                                                         | Születés |
| ------------- | -------------- | --------------------------------------------------------------------------------------- | -------- |
| szeptember 2. | Ernest Renshaw | egyéni és páros wimbledoni bajnok brit teniszező, International Tennis Hall of Fame-tag | 1861     |
| december 18.  | Fred Truax     | amerikai baseballjátékos                                                                | 1868     |